# هساپ
هساپ (به انگلیسی: Hassop) یک روستا و محله مدنی در بریتانیا است که در Derbyshire Dales واقع شده‌است.